# 31e régiment d'artillerie
Pour les articles homonymes, voir 31e régiment.
Le 31e régiment d'artillerie (31e RA) est une unité d'artillerie de l'armée française, créée en 1873.

## Création et différentes dénominations
- 28 septembre 1873 : Formation du 31e régiment d'artillerie
- 1883 : devient 31e régiment d'artillerie de campagne

## Colonel et chefs de corps
- 28 septembre 1873 : colonel Jean-Baptiste Henri Fagueret
- 1874 : colonel Masson
- 1881 : colonel Ladvocat
- 1883 : colonel Méliodon
- 1889 : colonel Caro
- 1893 : colonel Michal
- 1895 : colonel de Chalain
- 1897 : colonel Naquet-Laroque
- 1908 : colonel Couillaut
- 24 juin 1910 :colonel Maurice Wallut[1] (†)
- 5 octobre 1914 : colonel Lamorre
- 17 novembre 1914 : lieutenant-colonel puis colonel Meunier
- 30 juin 1915 : lieutenant-colonel Hébrard
- 1er mars 1917 : lieutenant-colonel Lhôpiteau
- 23 mai 1917 au 11 novembre 1918 : lieutenant-colonel Cuvillier

## Historique des garnisons, combats et batailles

### De 1873 à 1914
Le 31e régiment d'artillerie est formé au Mans le 28 septembre 1873 lors de la réorganisation des corps d'artillerie français, avec :
- 2 batteries provenant du 10e régiment d'artillerie
- 1 batterie provenant du 11e régiment d'artillerie
- 1 batterie provenant du 20e régiment d'artillerie
- 2 batteries provenant du 22e régiment d'artillerie
- 2 batteries provenant du 26e régiment d'artillerie
- 1 batterie provenant du 28e régiment d'artillerie

Le régiment fait partie de la 4e brigade d'artillerie.
En 1881-1882, la 9e batterie participe à la campagne de Tunisie.
En 1895-1896, un détachement de 2 officiers et 9 hommes participe à l'expédition de Madagascar.

### Première Guerre mondiale

#### Affectation
Caserné au Mans, le 31e régiment d'artillerie de campagne fait partie de la 4e brigade d'artillerie et est attaché à la 8e division d'infanterie

#### 1914
- Bataille des Frontières
- Grande Retraite
- Bataille de la Marne
  - Bataille de l'Ourcq
- Course à la mer

#### 1915
- première bataille de Champagne  : Tahure, Perthes-lès-Hurlus,...
- seconde bataille de Champagne : Aubérive

#### 1916
- Main de Massiges
- Bataille de Verdun : fort Saint-Michel

#### 1918
- Bataille de la Marne

## Traditions du31erégimentd’artillerie

### Étendard
Il porte, cousues en lettres d'or dans ses plis, les inscriptions suivantes :
- Verdun 1916
- Les Monts 1917
- La Marne 1918
- Mézières 1918
- AFN 1952-1962

## Personnalités ayant servi au31eRA
- Alfred Dreyfus (1859-1935), lieutenant au sein du régiment de 1882 à 1883.

## Sources et bibliographie
- Louis Susane : Histoire de l'artillerie Française
- Historiques des corps de troupe de l'armée française (1569-1900)
- Historique du 31e régiment d'artillerie de campagne durant la guerre de 1914-1918